# Säsjön
Säsjön är en sjö i Vårgårda kommun i Västergötland och ingår i Göta älvs huvudavrinningsområde. Sjön är 2,2 meter djup, har en yta på 0,295 kvadratkilometer och befinner sig 224 meter över havet.

## Delavrinningsområde
Säsjön ingår i det delavrinningsområde (642238-132438) som SMHI kallar för Utloppet av Säven. Medelhöjden är 190 meter över havet och ytan är 58,1 kvadratkilometer. Räknas de 7 avrinningsområdena uppströms in blir den ackumulerade arean 194,23 kvadratkilometer. Säveån som avvattnar avrinningsområdet har biflödesordning 2, vilket innebär att vattnet flödar genom totalt 2 vattendrag innan det når havet efter 113 kilometer. Avrinningsområdet består mestadels av skog (58 %). Avrinningsområdet har 12,67 kvadratkilometer vattenytor vilket ger det en sjöprocent på 21,8 %.